# Rezerwat przyrody Torfowisko koło Grabowna
Rezerwat przyrody „Torfowisko koło Grabowna” – rezerwat torfowiskowy położony na terenie powiatu oleśnickiego, w gminie Twardogóra (województwo dolnośląskie).
Obszar chroniony utworzony został w 1980 r. w celu zachowania torfowiska o interesującej roślinności i stratygrafii. Rezerwat położony jest poza granicami innych obszarowych form ochrony przyrody.
Rezerwat obejmuje fragment kompleksu leśnego położonego pomiędzy Grabownem Wielkim a Twardogórą. Na powierzchni 4,22 ha znajdują się tu otoczone lasem trzy niewielkie torfowiska wytworzone w niewielkich zagłębieniach terenu na gliniastym, nieprzepuszczonym podłożu. Obszar chroniony zajmuje dwie powierzchnie przedzielone asfaltową drogą.
Spis flory terenu rezerwatu obejmuje 89 gatunków roślin naczyniowych (w tym 4 gatunki chronione) i 25 mszaków (w tym 10 gatunków chronionych). Występujące tu gatunki chronione to: widłak jałowcowaty, pływacz drobny, bagno zwyczajne, bobrek trójlistkowy, natorfek nagi, torfowiec błotny, torfowiec obły, torfowiec kończysty, torfowiec pogięty, torfowiec spiczastolistny, płonnik pospolity, próchniczek błotny, bielistka siwa i mokradłoszka zaostrzona. Znajdują się tu również stanowiska rzadkich w regionie, choć nie chronionych roślin: turzycy nitkowatej, wełnianki pochwowatej, żurawiny błotnej i siedmiopalecznika błotnego.
Stan rozpoznania fauny rezerwatu jest znikomy. Z lokalizacji tej podawane jest stanowisko traszki górskiej.
Na obszarze chronionym zachodzą niekorzystne zmiany związane z obniżaniem się zwierciadła wód gruntowych, co powoduje zanik roślinności wodnej i zarastanie torfowisk przez krzewy.
Rezerwat leży na gruntach Skarbu Państwa w zarządzie Nadleśnictwa Oleśnica Śląska. Nadzór sprawuje Regionalny Konserwator Przyrody we Wrocławiu. Rezerwat nie posiada planu ochrony, obowiązują za to zadania ochronne, na mocy których obszar rezerwatu objęty jest ochroną czynną.
Teren rezerwatu „Torfowisko koło Grabowna” został udostępniony do zwiedzania: w rezerwacie wytyczono ścieżkę dydaktyczną, a tuż obok jego granic biegnie niebieski szlak turystyczny.